# 1658
| 1658                   |
| ---------------------- |
| Dødsfald - Fødsler     |
| • Begivenheder • Musik |

| Gregoriansk kalender | 1658 MDCLVIII           |
| Ab urbe condita      | 2411                    |
| Armensk kalender     | 1107 ԹՎ ՌՃԷ             |
| Kinesiske kalender   | 4354 – 4355 丁酉 – 戊戌 |
| Etiopisk kalender    | 1650 – 1651             |
| Jødisk kalender      | 5418 – 5419             |
| Hindukalendere       |                         |
| - Vikram Samvat      | 1713 – 1714             |
| - Shaka Samvat       | 1580 – 1581             |
| - Kali Yuga          | 4759 – 4760             |
| Iransk kalender      | 1036 – 1037             |
| Islamisk kalender    | 1068 – 1069             |

Konge i Danmark: Frederik 3. – 1648-1670 – Danmark i krig: Karl Gustav-krigen – 1657-1660
Se også 1658 (tal)

## Begivenheder
- 5. januar – Under Københavns belejring opretter Kong Frederik 3. Den Kongelige Livgarde
- 30. januar - Under den hårde vinter marcherer Carl Gustav over isen, først til Fyn, så over øerne til Lolland og Sjælland. Derefter slår han den danske hær ved Brandsø
- 26. februar – Fredsslutning i Roskilde mellem Sverige og Danmark
- 30. juni - Frederik 3. opretter Den Kongelige Livgarde
- 29. oktober – Slaget i Øresund udkæmpes. Danmark fik hjælp fra Holland, hvis flåde under admiral Jacob van Obdam sejlede forbi svenskerne i Øresund og førte forsyninger og tropper til den belejrede hovedstad.
- 8. december – Bornholmske "modstandsfolk" tager den svenske kommandant Johan Printzensköld til fange. Under tumulterne bliver kommandanten dræbt. Senere giver bornholmerne øen tilbage til den danske konge.

## Født
- 8. november – Gregers Daa, dansk officer (død 1712).

## Dødsfald
- 19. april – Kirsten Munk, Christian 4.'s hustru (født 1598).
- 3. september – Oliver Cromwell, engelsk statschef (født 1599).